# 手賀曙橋

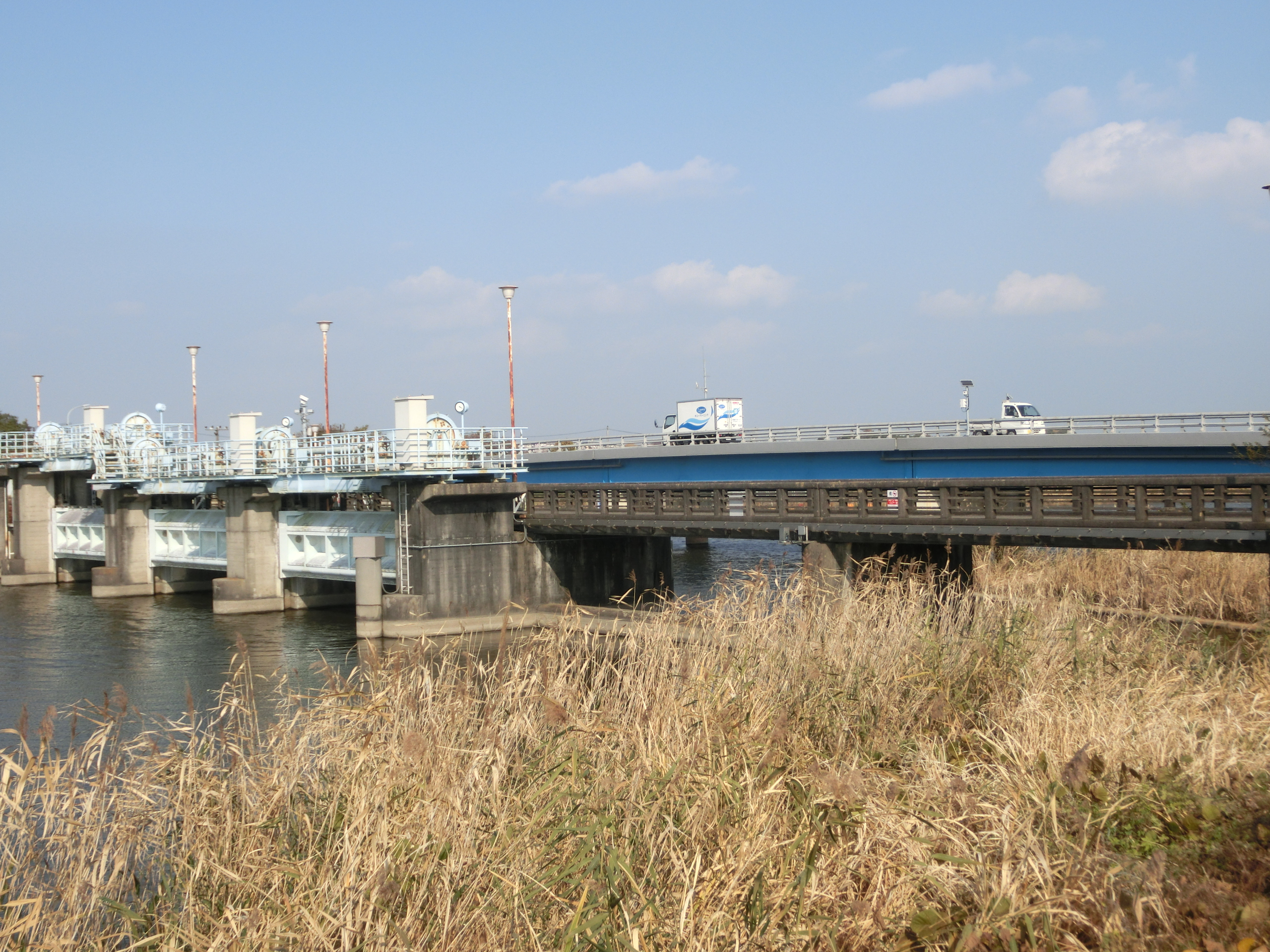
手賀曙橋

手賀曙橋（てがあけぼのはし）は、手賀沼と手賀川の間に架かる橋梁で、ここより西が手賀沼、東が手賀川となっている。手賀大橋とともに、手賀沼に架かる2つの橋となっている。なお、下手賀沼に架かる手賀大橋とは別物。

## 機能
橋は、二つの橋と水門で構成されている。この橋は西側が旧、東側が新である。西側の橋には車止めがかかり、人が通る橋となっている。また、この橋は手賀沼一周ルートの通過点・折り返し地点でもある（手賀沼エコマラソンのコースにも使われている）。東側の橋は車道であり、市道の道となっている。昔は西側の橋に車止めが無く車も走っていた。
水門は手賀沼と手賀川を分けていて、この水門が手賀川の水源となっている。

## 名称
正式には「関東農政局手賀沼調整水門」というが、愛称で曙橋、あるいは手賀曙橋と呼ぶのが一般。また、橋には「手賀あけぼの橋」と書かれている。ちなみに下手賀沼に架かる橋は手賀干拓一の橋である。

## 沿革
- 1868年（慶応4年） 開通。

## 周辺
手賀沼周辺により、田園に面している。北側には手賀沼フィッシングセンター、手賀ライスセンター、みやま食品柏工場、我孫子湖畔霊園、手賀の丘公園、我孫子高校野球場がある。また、近くに湖北疏水が流れているほか、柏市と我孫子市の境も近い。

## 所在地
- 千葉県柏市片山新田（柏市曙橋という地名があるが、橋そのものは片山新田にある。）
- ウォッちず参照
- 北緯35度51分2秒 東経140度3分57秒 / 北緯35.85056度 東経140.06583度座標: 北緯35度51分2秒 東経140度3分57秒 / 北緯35.85056度 東経140.06583度
- JR成田線湖北駅徒歩33～34分

## その他
- 富士山から132.2km離れているが、晴れた日にはダイヤモンド富士が見られる。